# Заилийский край
Заилийский край — регион в Средней Азии.
Ограничен на севере рекой Или и хребтом Тянь-Шанем (точнее, хребтом Кунгей-Алатау) на юге, китайской границей на востоке и меридианом южной оконечности озера Балхаша на западе. Представляет собой длинную полосу земли, лежащую между рекою Или и снежным хребтом Кунгей-Алатау, слегка к западу расширяющуюся. Расширение это начинается с устья Каскелена. Местность горная.
Заилийский край входил в Семиреченскую область Российской империи. Сегодня делится между Казахстаном (Алматинская область) и Кыргызстаном.